# Atlantic Grupa
Atlantic Grupa est une entreprise croate faisant partie du CROBEX, le principal indice boursier de la bourse de Zagreb. L'entreprise opère dans la distribution agroalimentaire, pharmaceutique et d'hygiène.